# USS Essex (CV-9)
USS Essex (CV-9) bio je američki nosač zrakoplova u sastavu Američke ratne mornarice i prvi je nosač u nosačima klase Essex. Bio je četvrti brod u službi Američke ratne mornarice koji nosi ime Essex. Služio je od 1942. do 1969. godine. Sudjelovao je u borbama u Drugom svjetskom ratu, Kubanskoj krizi, Korejskom ratu i sudjelovao je u svemirskom programu Apollo 7. Essex je odlikovan s 13 borbenih zvijezda (eng. battle stars – odlikovanje za sudjelovanje u bitkama) za sudjelovanje u bitkama u Drugom svjetskom ratu.
Prodan je kao staro željezo 1975. godine.

### Zajednički poslužitelj
|  | Zajednički poslužitelj ima stranicu o temi USS Essex (CV-9)    |
|  | Zajednički poslužitelj ima još gradiva o temi USS Essex (CV-9) |